# 김종호 (1919년)
김종호(1919년 6월 9일~?)는 대한민국의 정치인이다. 제6·7대 국회의원을 지냈다.

## 역대 선거 결과
|  | 41.81% |

|  | 47.10% |

|  | 15.55% |